# Gilford (Noord-Ierland)
Gilford (Iers: Áth Mhic Giolla) is een plaats in het Noord-Ierse County Down.
Gilford telt 1548 inwoners. Van de bevolking is 47% protestant en 51% katholiek.

## Geboren in Gilford
- James Herbert Brennan (1940-2024), schrijver